# بيسارت إبرايمي
بيسارت إبرايمي (مواليد 17 ديسمبر 1986 في كيتشيفو - يوغوسلافيا) لاعب كرة قدم مقدوني يلعب حاليا لصالح نادي الدرجة الأولى شالكه الألماني منذ 2010 في مركز المهاجم .

## روابط خارجية
- بيسارت إبرايمي على موقع الاتحاد الأوربي (الإنجليزية)
- بيسارت إبرايمي على موقع اتحاد أوكرانيا (الإنجليزية)
- بيسارت إبرايمي على موقع قاعدة بيانات كرة القدم.إي يو (الإنجليزية)
- بيسارت إبرايمي على موقع ناشيونال فوتبول تيمز (الإنجليزية)
- بيسارت إبرايمي على موقع Soccerway.com (الإنجليزية)
- بيسارت إبرايمي على موقع عالم كرة القدم.نت (الإنجليزية)
- بيسارت إبرايمي على موقع كووورة
- بيسارت إبرايمي على موقع AS.com (الإسبانية)